# Верхняя Паломица
Верхняя Паломица — деревня в составе Опаринского района Кировской области. 

## География
Находится на расстоянии примерно 52 километра по прямой на запад от районного центра поселка Опарино.

## История
Деревня известна с 1764 года, когда здесь было учтено 16 душ мужского пола, представляла собой вотчину Спаской и Николаевской Верхомоломской пустыни. В 1859 году было учтено дворов 9 и жителей 111, в 1926 48 и 229, в 1950 39 и 92. В 1989 году было учтено 49 жителей. До 2021 года входила в  Речное сельское поселение Опаринского района, ныне непосредственно в составе Опаринского района.

## Население
Постоянное население  составляло 9 человек (русские 89%) в 2002 году, 4 в 2010.